# Eudrymopsis
Eudrymopsis är ett släkte av fjärilar. Eudrymopsis ingår i familjen plattmalar.
Kladogram enligt Catalogue of Life:
| Eudrymopsis | \| \| Eudrymopsis fugax \| \| \| \| \| \| Eudrymopsis orites \| \| \| \| \| \| Eudrymopsis xyloscopa \| \| \| \| |
|             | \| \| Eudrymopsis fugax \| \| \| \| \| \| Eudrymopsis orites \| \| \| \| \| \| Eudrymopsis xyloscopa \| \| \| \| |
|             | Eudrymopsis fugax                                                                                                |
|             | |
|             | Eudrymopsis orites                                                                                               |
|             | |
|             | Eudrymopsis xyloscopa                                                                                            |
|             | |